# Andrew Lawrence Somers
Andrew Lawrence Somers (ur. 21 marca 1895 w Brooklynie, zm. 6 kwietnia 1949 w St. Albans na Long Island) – amerykański polityk, członek Partii Demokratycznej.

## Działalność polityczna
W okresie od 4 marca 1925 do 3 stycznia 1945 przez dziesięć kadencji był przedstawicielem 6. okręgu, a następnie do śmierci 6 kwietnia 1949 przez trzy kadencje przedstawicielem 10. okręgu wyborczego w stanie Nowy Jork w Izbie Reprezentantów Stanów Zjednoczonych.